# Moubarak Abdallah
Moubarak Abdallah, właśc. Moubarak Abdallah Mfoihaia (ur. 4 lipca 1985 w Marsylii) – komoryjski piłkarz występujący na pozycji napastnika.
W reprezentacji Komorów zadebiutował 4 sierpnia 2011 w zremisowanym 0:0 meczu Igrzysk Wysp Oceanu Indyjskiego z Seszelami. Drużyna Komorów zakończyła tamten turniej na fazie grupowej. W drużynie narodowej rozegrał pięć spotkań, wszystkie w 2011.